# D39 (Rhône)
De D39 is een departementale weg in het Franse departement Rhône. De D39 bestaat uit grofweg twee delen.
Het eerste deel loopt van de D31 bij Saint-Vérand naar Le Bois-d'Oingt en verder tot de D338.
Het tweede deel loopt van de D338 in het westen via Lachassagne naar Anse. De weg sluit bij de grens met departement Ain, ter hoogte van de brug over de Rhône, aan op de D6.